# Леви Мванаваса
Леви Патрик Мванаваса (енгл. Levy Patrick Mwanawasa; Муфулира, 3. септембар 1948 — Париз, 19. август 2008) био је политичар, адвокат и трећи председник Замбије.

## Биографија
Рођен је у месту Муфулира, Северна Родезија, као друго од десетеро деце. На Универзитету у Замбији стекао је правну диплому. Од 1974. године до 1978. радио је као адвокат у другим фирмама, а онда је основао своју адвокатску фирму и тамо радио до 1992. године.
Један од његових брањеника био је генерал-пуковник Крајстон Тембо, којег је Кенет Каунда оптужио за покушај свргавања владе. Леви га је одбранио пред судом, задобивши велики углед међу опозицијом тадашњег председника.
На њега је 1991. године покушан атентат, при чему је погинуо његов помоћник. Он је превезен у Јоханезбург и био на лечењу три месеца, са заувек нарушеним говором. После тога је основана комисија чији је задатак био да нађе налогодавце.
Када је Фредерик Чилуба дошао на власт 1991. године, Мванаваса је ушао у парламент, и постао потпредседник владе. Тамо је остао три године. Године 1996, покушао је да дође на чело главне опозиционе странке, али је изгубио и привремено се повукао из политичког живота.
На изборима 2001. године, странка Покрет за вишестраначку демократију изабрала га је за председничког кандидата. Победио, је, а сви наредни покушаји његових политичких противника да му одузму власт нису успели. Победио је и на изборима 2006. године, започевши тако и други председнички мандат.
Он се показао као добар председник, који се покушао обрачунати с корупцијом. Извинио се јавности због неуспелог програма искорењивања сиромаштва. Развио је туризам и привукао стране инвеститоре. Привредни раст је био 6% годишње.
Био је критичар Роберта Мугабеа из суседног Зимбабвеа због његовог начина владања.
Био је последњи председник Организације афричког јединства.
Био је у браку 20 година и имао седмеро деце.
Умро је у 59. години од можданог удара. На његовој сахрани окупило се 14 афричких председника.